# Mandalay Beach
Mandalay Beach ist ein Sandstrand im Süden des australischen Bundesstaats Western Australia. Er liegt bei dem Ort Broke.
Der Strand ist 1,4 Kilometer lang und bis zu 100 Meter breit. Er öffnet sich in Richtung Süden. Der Strand ist über eine Schotterstraße zu erreichen.
Mandalay Beach wird nicht von Rettungsschwimmern bewacht.

## Name
Der Strand ist nach dem norwegischen Dreimaster Mandalay benannt, die 1911 vor der Strand Schiffbruch erlitt.